# Anjani Putra
Anjani Putra (en kannada : ಅಂಜನಿ ಪುತ್ರ ; « Fils d'Anjani ») est un film d'action masala indien en langue kannada réalisé par A. Harsha, produit par M. N. Kumar et sorti le 21 décembre 2017. Les rôles principaux sont joués par Puneeth Rajkumar et Rashmika Mandanna, tandis que P. Ravishankar, Ramya Krishnan, Mukesh Tiwari et Chikkanna jouent les rôles secondaires. Anjani Putra est un remake du film tamoul Poojai (en) (2014) de Hari.
Diffusé à travers le Karnataka, Anjani Putra reçoit des critiques mitigées mais devient un « Super-Hit » au box-office, générant plus de 40 crores se recettes.

## Distribution
- Puneeth Rajkumar : Viraj, fils de Anjana Devi
- Rashmika Mandanna : Geetha
- Ramya Krishnan : Anjana Devi
- Mukesh Tiwari : Bhairava
- P. Ravishankar : SP Surya Prakash
- Akhilendra Mishra : Raj Thakur
- V. Manohar : le père de Geetha
- Seetha Kote : la mère de Geetha
- Sadhu Kokila : domestique de Viraj
- Chikkanna : domestique de Viraj
- Mithra : Karimale, l'ami de Viraj
- Harini Chandra : la tante de Viraj
- Hariprriya : item number 1234 Shille Hodi
- Cockroach Sudhi : Suri, le bras droit de Bhairava

## Bande-son
Albums de Ravi Basrur
Arvva
(2016) Mufti
(2017)
Ravi Basrur a composé les chansons du film,. La bande-son du film est vendue à PRK Music, propriété de Puneeth Rajkumar. La bande-son sort le 24 novembre 2017, le même jour que le lancement de PRK Music.
| No | Titre            | Interprète(s)                    | Durée |
| -- | ---------------- | -------------------------------- | ----- |
| 1. | Anjani Putra     | Ravi Basrur, Srinivas, Mohan     | 2:33  |
| 2. | Magariya         | Sachin Basrur                    | 3:04  |
| 3. | Geetha           | Vijay Prakash, Supriya Lohith    | 3:31  |
| 4. | 1234 Shille Hodi | Puneeth Rajkumar, Chandan Shetty | 3:33  |
| 5. | Chanda Chanda    | Ravi Basrur, Anuradha Bhat       | 3:19  |
| 6. | Saahukaaraa      | Vijay Prakash                    | 3:00  |